# Nether Heyford
Nether Heyford est une paroisse civile et un village du Northamptonshire, en Angleterre.